# HD 71088
HD 71088，又名BD+67 545，SAO 14568、HR 3303，是一颗恒星，视星等为5.88，位于銀經148.07，銀緯34.3，其B1900.0坐标为赤經8h 20m 20.3s，赤緯+67° 34.3′ 35″。